# Badecon-le-Pin
Badecon-le-Pin är en kommun i departementet Indre i regionen Centre-Val de Loire i de centrala delarna av Frankrike. Kommunen ligger i kantonen Éguzon-Chantôme som tillhör arrondissementet La Châtre. År 2022 hade Badecon-le-Pin 761 invånare.

## Befolkningsutveckling
Antalet invånare i kommunen Badecon-le-Pin
Referens:INSEE